# San Próculo (Miguel Ángel)
San Próculo es una escultura realizada por Miguel Ángel, en su periodo juvenil entre los años 1494 y 1495 para el Arca de Santo Domingo, en el interior de la basílica de Santo Domingo en Bolonia.
Ejecutada junto con otras dos esculturas más: San Petronio y un Ángel para completar el trabajo que dejó sin acabar debido a su fallecimiento Niccolo dell'Arca, se aprecia un cierto parecido con Donatello.
Según  un testimonio de fray Ludovico da Prelormo, anciano custodio del Arca de Santo Domingo, sobre la ruptura de la estatua de San Próculo en 1572: 

En la víspera de San Domenico el pobre desgraciado fra Pelegrino rompe la estatua de San Procolo, la tiró al suelo en más de cincuenta piezas. Yo nunca he tenido en ochenta años, más intenso dolor en el corazón que este. Desde luego, me creí morir, vinieron los frailes a confortarme, y muchos maestros que dominan el arte, por lo tanto que se lo llevaron y la ajustaron a lo que en el presente se ve.

- Datos: Q2418609
- Multimedia: Saint Proculus by Michelangelo / Q2418609